# Doctor Strange
El Doctor Stephen Vincent Strange (Doctor Extraño en España, donde se le cambia el nombre a Stephen Extraño) es un personaje ficticio, un superhéroe que aparece en cómics estadounidenses publicados por Marvel Comics. Creado por el artista Steve Ditko y el escritor Stan Lee, el personaje apareció por primera vez en Strange Tales #110 (julio de 1963). Doctor Strange sirve como el Hechicero Supremo, el principal protector de la Tierra contra las amenazas mágicas y místicas. Inspirado en historias de magia negra y Chandu el Mago, Strange fue creado durante la edad de plata de los cómics para traer un tipo diferente de personajes y temas a Marvel.
El personaje comienza como un neurocirujano inteligente y arrogante que resulta herido en un accidente automovilístico. Debido a que sus manos habían sufrido graves daños en los nervios a causa del accidente, le dijeron que la terapia médica actual y la rehabilitación no serían suficientes para permitirle volver a ejercer como cirujano. Incapaz de aceptar este pronóstico, él viaja por el mundo en busca de formas alternativas de curación, lo que lo lleva al Anciano, el Hechicero Supremo. Strange se convierte en su alumno y aprende a ser un maestro tanto de las artes místicas como de las artes marciales. El adquiere una variedad de objetos místicos, incluido el poderoso Ojo de Agamotto y la Capa de Levitación, y se instala en una mansión conocida como el Sanctum Sanctorum, ubicada en 177A Bleecker Street, Greenwich Village, Manhattan, Nueva York. Strange asume el título de Hechicero Supremo y, con su amigo y ayuda de cámara Wong, defiende al mundo de las amenazas místicas.
En 2008, el Doctor Strange se clasificó 83.º en la lista de "Los 200 magos más grandes de los cómics de todos los tiempos", y en 2012 fue clasificado número 33 en la lista de IGN de los "Top 50 Vengadores". También ocupó el lugar 38 en la lista de IGN de los "100 mejores héroes del cómic". El personaje fue retratado por primera vez en acción en vivo por Peter Hooten en la película de televisión de 1978 Dr. Extraño. Benedict Cumberbatch interpreta al  personaje en las películas del Universo cinematográfico de Marvel: Doctor Strange (2016), Thor: Ragnarok (2017), Avengers: Infinity War (2018) sufrido por el chasquido, Avengers: Endgame (2019), Spider-Man: No Way Home (2021) y Doctor Strange en el multiverso de la locura (2022). Cumberbatch participó también en la serie animada de Disney+ What If...? (2021-2023), como una versión alterna del personaje.

## Historial de publicaciones

### Creación
El artista Steve Ditko y el escritor Stan Lee han descrito que el personaje fue originalmente idea de Ditko, quien escribió en 2008: "Por mi cuenta, le presenté a Lee una historia escrita a lápiz de cinco páginas con un guión de página/panel de mi idea de un tipo nuevo y diferente de personaje para variar en Marvel Comics. Mi personaje terminó llamándose Dr. Strange porque aparecería en Strange Tales". En una carta de 1963 a Jerry Bails, Lee llamó al personaje idea de Ditko, diciendo:

Bueno, tenemos un nuevo personaje en proceso para Strange Tales (solo un relleno de 5 páginas llamado Dr. Strange) Steve Ditko lo dibujará. Tiene una especie de tema de magia negra. La primera historia no es nada grandiosa, pero tal vez podamos hacer algo con él: fue idea de Steve y pensé que le daríamos una oportunidad, aunque nuevamente, tuvimos que apresurarnos demasiado con la primera. Un pequeño detalle: originalmente decidí llamarlo Sr. Strange, pero pensé que el "Sr." un poco demasiado similar a Mr. Fantástico -- ahora, sin embargo, recuerdo que recientemente tuvimos un villano llamado Dr. Strange en una de nuestras revistas, ¡espero que no sea demasiado confuso!

### Primeros años
Doctor Strange debutó en Strange Tales # 110 (julio de 1963), un libro dividido compartido con la función "La Antorcha Humana". Doctor Strange apareció en los números 110-111 y 114 antes de la historia de origen de ocho páginas del personaje en el n. ° 115 (diciembre de 1963). Su origen se volvió a contar más tarde en Doctor Strange # 169 (febrero de 1968). La interpretación del guionista Lee del personaje se inspiró en el programa de radio Chandu the Magician que se emitió en Mutual Broadcasting System en la década de 1930. Hizo que el Doctor Strange acompañara los hechizos con artefactos elaborados, como el "Ojo de Agamotto" y la " Varita de Watoomb", así como vocabulario que suena místico como "¡Huestes canosas de Hoggoth!".

## Biografía
Stephen Vincent Strange, MD, Ph.D., es un médico ficticio brillante pero muy egoísta. Nació en Filadelfia y creció en la ciudad de Nueva York. Después de la secundaria, fue a la Universidad de Nueva York como estudiante de pre-medicina e ingresó a la escuela de medicina en la Universidad de Columbia y completó su residencia en el Hospital presbiteriano de Nueva York, donde su éxito lo volvió arrogante.
A pesar de su reputación de poder manejar incluso los procedimientos quirúrgicos más complicados, Strange es egocéntrico y codicioso, y solo trata a pacientes que pueden pagar sus exorbitantes honorarios. Una noche, mientras viajaba a toda velocidad en su automóvil, un terrible accidente le rompe los huesos de las manos y le provoca un gran daño en los nervios. Pronto descubre que sus dedos tiemblan incontrolablemente, lo que le impide realizar una cirugía. Demasiado vanidoso para aceptar un trabajo de enseñanza, Strange busca desesperadamente una forma de arreglarse las manos y, posteriormente, desperdicia todo su dinero en tratamientos costosos pero sin éxito.
Sin dinero y condenado al ostracismo por sus colegas, Strange se convierte en un vagabundo. Oye por casualidad a dos marineros en un bar discutiendo sobre un ermitaño llamado "el Anciano" (que en realidad es el Hechicero Supremo de la Tierra) en el Himalaya, que puede curar cualquier dolencia. A pesar de no creer personalmente en la magia, Strange usa lo último de su dinero para localizar al anciano místico. El Anciano se niega a ayudar a Strange debido a su arrogancia, pero siente un lado bueno que intenta sacar a la superficie. Él falla, pero Strange luego comete un acto heroico cuando descubre al discípulo del Anciano, el Barón Mordo, intentando matar a su mentor y usurpar su poder. Después de que una confrontación con Mordo lo lleva a ser encadenado con hechizos de restricción que le impiden atacar a Mordo o advertir al Anciano, Strange acepta desesperadamente y desinteresadamente la oferta del Anciano de convertirse en su aprendiz para tener alguna esperanza de ayudar al anciano. El Anciano, complacido con el sincero cambio de opinión de Strange, acepta a Strange como su nuevo alumno y lo libera rápidamente de los hechizos de restricción mientras explica que estuvo al tanto de la traición de Mordo todo el tiempo. Strange pronto se convierte en el enemigo más perdurable de Mordo, mientras el Anciano entrena al doctor en las artes místicas. Después de completar su entrenamiento, Strange regresa a la ciudad de Nueva York y se instala en el Sanctum Sanctorum, una casa adosada ubicada en Greenwich Village, Manhattan, acompañado por su asistente personal Wong.
Como discípulo del Anciano, Strange se encuentra con la entidad Pesadilla, y otros enemigos místicos antes de conocer a Dormammu, un señor de la guerra de una dimensión alternativa llamada "Dimensión Oscura" que desea conquistar la Tierra. Strange cuenta con la ayuda de una chica sin nombre, más tarde llamada Clea, que finalmente se revela como la sobrina de Dormammu. Cuando Strange ayuda a un Dormammu debilitado a ahuyentar a los Mindless Ones y devolverlos a su prisión, se le permite dejar la Dimensión Oscura sin ser desafiado.
En The Unbelievable Gwenpool #3, Strange se encuentra con Gwendolyn Poole, quien se explica a sí misma como de una realidad en la que todos los personajes de Marvel son personajes ficticios de cómics. Mientras Strange la ayuda a ubicar la realidad de su hogar para crear un fondo falso para ella en el Universo Marvel para que pueda obtener un número de Seguro Social, una licencia de conducir y otros documentos esenciales, descubre que Benedict Cumberbatch ha sido elegido para interpretarlo en el universo de Gwen, remarcando que él "podía ver eso".
En muchas ocasiones ayudó a otros superhéroes como Los 4 Fantásticos, se encontró con el dios nórdico Thor, y el hermano adoptivo Loki, y apoyó a Spider-Man. En instantes tuvo encuentros con nuevas entidades cósmicas y místicas como el "tribunal viviente" y "Umar" la hermana de Dormammu.
Decidió tener una identidad secreta y un nuevo traje aunque similar al anterior pero que incluyera una máscara unida a la vestimenta que cubriera toda la cabeza.
Ayudó a los X-Men a vencer a Juggernaut y apareció en cómics posteriores junto a Namor y Hulk con quienes decidió formar un equipo llamado Los Defensores, posteriormente Silver Surfer se incorporaría al equipo. Entre sus batallas, de las más resaltadas, esta cuando la entidad conocida como Shuma Gorath amenazaba con entrar en nuestra realidad a través de la mente de "el Anciano", Strange se vio obligado a cerrar la mente del Anciano, causando la muerte física de su mentor, sin embargo, aseguró que era un sacrificio necesario y su alma se fusionó con la Eternidad una entidad cósmica. Con la muerte del venerable anciano, Dr Strange asumió el título de Hechicero Supremo y regresó a su vestimenta original.
Strange perdió el título de "El Hechicero Supremo" cuando se negó a luchar en una guerra en nombre de la Vishanti, las entidades místicas que permiten sus hechizos. Durante este tiempo pasó a formar parte de los "Hijos de medianoche", un grupo de personajes sobrenaturales, y Strange debe encontrar nuevas fuentes de fuerza mágica de caos. También formaría a los defensores secretos: Spiderman, Spider-Woman, Wolverine, Hulk y Ghost Rider, para después volver a reunirse con los defensores originales y recuperar su título cuando terminó la guerra a la cual había declinado.
Después de que los equipos se deshicieran ayudó en ocasiones a otros héroes como los miembros de los 4 fantásticos, Ben Grimm y a la Antorcha Humana, y pasó a ser un personaje secundario en otros cómics.
Strange apareció como un personaje secundario de la década de 2000 con Los Nuevos Vengadores, y formó un consejo secreto llamado los Illuminati para hacer frente a futuras amenazas a la Tierra. En la historia que implica la introducción de una ley federal de Registro de Superhumano que divide la comunidad de superhéroes, la conocida serie de cómics Civil War, Strange se opone a la inscripción de oficio, aunque no toma parte activa en el conflicto, más allá de como se menciona en los cómics siguientes a las 7 publicaciones, según su ayudante y asentido por él mismo, podía haber detenido fácilmente la contienda, cuando esta se encontraba en su peor momento. Pasa a ser miembro de los Nuevos Vengadores que en secreto los refugia en su residencia el Sanctum Sanctorum bajo una ilusión haciendo parecer que está abandonado. La legislación fue derogada finalmente.
Strange buscó a un sucesor Hechicero Supremo después de que él había considerado que abusó de la magia negra para salvar a los Nuevos Vengadores de la Muerte en un enfrentamiento con un equipo de criminales. Decide nombrar Hechicero Supremo a Brother Voodoo quien se sacrifica con el fin de detener la poderosa entidad mística Agamotto de recuperar el ojo. El tema siguiente, un sentimiento de culpa lo obliga a dejar a los Nuevos Vengadores, pero Luke Cage lo convence de quedarse, así que ofrece al equipo de su siervo Wong para que actúe como su ama de llaves.
Los Illuminati son reunidos nuevamente, esta vez por T'Challa (Pantera Negra), al ver una incursión de otro planeta Tierra que fue destruido en un universo diferente, por lo que descubren que cada ocho horas una nueva incursión amenaza con destruir los universos correspondientes si una de las dos Tierras en incursión no es destruida, colocando al Dr. Strange y al resto del equipo en la decisión de destruir los planetas en incursión, abandonando la moralidad y la humanidad.

### Secret Wars 2015
Durante la colisión de las tierras Marvel clásica y Ultimate, el Doctor Strange, el Doctor Doom y el Hombre Molécula (Owen Reece) se enfrentaron a los todopoderosos para impedir el plan de aniquilación total que estos habían planeado. Los mataron y tomaron su poder. Tras ello, Doctor Doom creó un nuevo universo conocido como Mundo de Batalla a partir de fragmentos de otros mundos. Stephen Strange se convirtió entonces en el sheriff de Agamoto y segundo al mando en el reinado de Doom.

### Dr. Extraño, volumen 4 (2016)
Coincidiendo con el inicio de la promoción de la película del Dr. Strange dirigida por Scott Derrickson, Marvel decidió volver a lanzar una colección propia para el personaje después de muchos años apareciendo únicamente como personaje secundario en series como Los Vengadores. La editorial norteamericana escogió al guionista Jason Aaron, que venía de ser muy aclamado por su trabajo en series como Lobezno, y al ilustrador Chris Bachallo. Esta dupla creativa estuvo a cargo de las aventuras del Dr. Extraño durante casi dos años en los que firmaron 20 entregas en las que el personaje se enfrentó a la desaparición de sus poderes mágicos como consecuencia de la caza de brujas emprendida por el Empirikul, una suerte de tribunal inquisitorial alienígena y ultraracionalista que tiene el propósito de acabar con la magia y los magos en todo el universo. A pesar de que la acción gira en torno a este nuevo villano del universo Marvel, Aaron hace desfilar por las viñetas de la colección a enemigos y aliados clásicos del Hechicero Supremo como Dormmamu, el barón Mordo o Clea.

## Poderes y habilidades
Doctor Strange es descrito como "el mago más poderoso de el cosmos y más poderoso que la mayoría de sus compañeros humanoides" por la entidad que encarna el Universo Marvel, Eternity.
Stephen carece de superpoderes naturales, en cambio gracias a su aptitud natural para las artes místicas, estudio y disciplina desarrollo vastos poderes místicos (teletransportación, generación de ilusiones, proyección de energía, etc) cuyo nivel puede compararse a la de algunas entidades cósmicas. Sus fuentes principales de poder son la energía mística ambiental y las derivadas del cuerpo, alma y mente aunque no se limita solamente a estas, pues gracias a años de experiencia y estudio es capaz de hacer uso de una gran amplia gama de fuentes de energía mágica, presumiblemente incluso logrando manipular magia negra, realizar Nigromancia y en una ocasión usando fuerzas de magia del caos. Al ser el Hechicero Supremo no solamente es la principal línea de defensa contra las amenazas místicas en la tierra, sino que al parecer posee una conexión directa con los Vishanti (Hoggoth, Oshtur y Agamotto), siendo estos capaces de proporcionarle energía mística para realizar poderosos hechizos, brindarle información y ayuda cuando Stephen lo necesita y siendo el capaz de invocar algunos de sus poderes, como la mano canosa de Hoggoth. 
Gracias a sus grandes habilidades naturales, entrenamiento y conocimiento Strange es capaz de hacer uso de las artes mágicas para realizar númerosas hazañas y lograr muchos efectos como: proyección de energía (destruyendo toda una isla en una ocasión), creación de escudos y campos de fuerza, manipulación de la energía, animación de objetos, manipulación biológica, duplicación, alteración de la realidad y violar las leyes de la física, otorgamiento y negación de poderes, manipulación elemental, control del clima, fue capaz de permitirle a Peter Parker interactuar con su Tío Ben, invocar hordas de seres dimensionales, percepción extrasensorial, con un hechizo logró desterrar a la mayoría de vampiros de la tierra a otra dimensión, manipulación, transmutación y creación material, creación de armas mágicas, levitación, teletransportación, fue capaz de transportar a sí mismo y al Doctor Doom al reino de Mephisto con facilidad, etcétera.
En adición a esto Strange posee grandes poderes mentales, en los cuales ha demostrado maestría que aunque difiere un poco a los de la mayoría de los telépatas al tener un origen místico, lo convierten en uno de los más poderosos de la tierra. Ha demostrado la capacidad de hipnotizar, control mental, ejercer dominio sobre la voluntad de otros, empatía, manipulación mental, bilocacion, precognición, psicometria, visión remota, a menudo usando telequinesis lo suficientemente fuerte para mover objetos masivos, aprovechando la energía psiónica de Charles Xavier fue capaz de crear una ilusión de Galactus que obligó a una flota Skrulls a huir, logró cerrar la mente del Anciano venció a Dragón Lunar en combate telepático y también a Umar la hermana de Dormamu. También puede practicar el viaje astral, durante el cual en esa forma es invisible e intangible, y solo puede ser dañado mediante rituales místicos más elaborados, sin embargo su cuerpo es vulnerable por estar en un trance similar a la muerte. Si viaja por más de 24 horas, empieza a descomponerse, y en caso de que el cuerpo físico muriese durante el viaje, Stephen estaría en forma astral para siempre.
Puede obtener poder adicional de muchas entidades mágicas del universo (Como los Seraphin, Cyttorak, Watoomb, Chthon, Ikonn, los Octessence, etc) al poder invocar algunos de sus poderes además de si estas quedaron en deuda o si hicieron algún trato con Strange. Uno de sus hechizos más poderosos son las llamas de Faltine, una poderosa bola de fuego que es capaz de destruir ciudades enteras. Aunque solo afecta a los corazones que no son considerados dignos por el Faltine que otorga poder al Dr. Strange, ya que es un Faltine con el único deseo de proteger al planeta Tierra, con lo que sus hechizos no afectan a los puros o dignos. Otros de sus muchos hechizos son las bandas carmesíes de Cyttorak, el escudo de los Seraphin, los vapores de Valtorr, los siete soles de Cinnibus, los anillos de Rubí de Raggadorr entre otros. En la serie de historietas World War Hulk logró combinarse con Zoom y amplificar sus habilidades físicas al grado de poder enfrentar a tal encarnación de Hulk, aunque posteriormente fue vencido.
Es un versátil practicante de las artes marciales, y un combatiente mágico experimentado, además de practicar un arte marcial único desarrollado en Kamar-Taj. Un ejemplo de esto fue una ocasión en la enfrentó a Dormamu en un combate cuerpo (en donde este redujo su capacidad física lo suficiente para involucrar a Strange en una pelea) y pese a la experiencia de su contrincante salió vencedor. Además es un gran estratega y táctico venciendo a sus enemigos y los problemas que se le presentan, más con su ingenio y el uso inteligente de sus habilidades que su poder puro
Strange, además de todo esto es una de las mentes más brillantes e ingeniosas de la tierra y poseedor de una prodigiosa memoria eidetica. Posee un extenso conocimiento místico que van desde una gran cantidad de hechizos y encantamientos, fenómenos mágicos y dimensiones existentes hasta la historia y tradición mágica, además de un conocimiento detallado del multiverso Marvel y los seres y objetos de importancia que lo componen. Antes de que ocurriera el accidente que lo llevó a estudiar artes místicas y a convertirse en el Hechicero Supremo, Strange era un reconocido médico de talla mundial, especialista en neurocirugía. 

### Equipo y Artefactos
Ser el Hechicero Supremo es una posición de sumo respeto y autoridad en la comunidad mágica en la tierra, como tal posee acceso a una gran cantidad de escritos, textos antiguos, artefactos y reliquias de suma importancia y poder mágico, además de los que ha ido acumulado con el pasar del tiempo, pero prioritariamente hay cuatro de estas que indican su posición: 
- Libro de los Vishanti

El Libro de Vishanti es retratado como escrito por autores desconocidos, está estrechamente asociado con el Doctor Strange, y es el mayor grimorio de Magia blanca conocido. Contiene hechizos de magia defensiva y es indestructible.También puede usarse para anular hechizos (el Libro en sí, no los hechizos en su interior). Su contraparte, el Darkhold, contiene todo el conocimiento del Universo Marvel y es también indestructible. Es posible destruir páginas individuales de cualquiera de los libros, pero el hechizo de equilibrio del otro libro también debe destruirse para mantener el equilibrio místico. Un colectivo de tres poderosos seres mágicos (Agamotto, Oshtur y Hoggoth) conocidos como Vishanti deben permitir que el hechizo sea destruido. Aunque el libro es un tomo de magia benévola, los hechizos que contiene pueden ser muy peligrosos si se usan incorrectamente. Esto se demuestra cuando un joven e inexperto Strange intento usar el Libro de Vishanti para resucitar a su hermano muerto Victor, pero el hechizo, conocido como los Versos Vampiricos hizo que Victor se convirtiera en el vampiro Barón Sangre años después. El primer propietario conocido del libro, en la tierra, fue el hechicero atlante Varnae, que vivió alrededor del año 18.500 a. C. El siguiente propietario conocido fue el dios babilónico Marduk Kurios. Marduk puso un grifo para proteger el libro. El hechicero conocido como el antiguo viajó en el tiempo hasta el año 4000 a. C., derrotó al grifo y regresó al siglo XX. El Anciano seguiría siendo el propietario del libro, a pesar de una breve perdida cuando el mago oscuro Kaluu le devolvió el libro al grifo, hasta que consideró que su alumno, el Doctor Strange era digno de llevárselo. El Doctor Strange guarda el libro en la biblioteca de su casa en Greenwich Village en la ciudad de Nueva York. Perdió brevemente el libro cuando destruyó su casa para evitar que el mago alienígena Urthona, se llevará sus artefactos mágicos, pero el libro fue salvado por Agamotto quien lo transportó a su reino y se lo devolvió a Strange algún tiempo después. 
- Capa de Levitación

La Capa de Levitación se representa como una potente capa mística usada por el Doctor Strange. El propósito principal de la capa es darle a su portador la capacidad de levitar y volar a una velocidad máxima desconocida, pudiendo ser controlada a distancia. Además la capa puede alterar su forma y se utiliza a menudo para actuar como otro "par de manos" para atacar a un oponente cuando el propio cuerpo de Strange ha quedado incapacitado. También puede cambiar de tamaño, camuflarse y crear un escudo capaz de proteger de casi cualquier ataque mágico. Había dos capas claramente usadas por el Doctor Strange que le legó su mentor, el Anciano: una capa azul, larga y ondulante, que tenía habilidades menores y hechizos entretejidos, y la capa roja posterior que normalmente usa Strange. La primera aparición de la capa (azul) fue en Strange Tales 144 (noviembre de 1963). La primera aparición de la segunda fue en Strange Tales 137 (diciembre de 1964). La Capa de Levitación se ve en muchas batallas importantes en las que a menudo juega un papel importante. Si bien es extremadamente duradero, hay algunas ocasiones en las que se daña. El objeto ha Sido denominado reliquia en la película de Acción real Doctor Strange (2016). En esta película (y otras del MCU) la capa parece ser sensible; no solo rescata a las personas que caen por sí solo, sino que cuando Strange tomó un arma en el Sanctum para luchar con un intruso, la capa lo jaló hacia donde estaba un arnés. 
- Ojo de Agamotto

Buscar artículo: Ojo de Agamotto
- Orbe de Agamotto

Aparte del ojo de Agamotto, el Orbe es el otro objeto oculto que posee el Doctor Strange. Es una poderosa bola de cristal, de visión impulsada por la entidad Agamotto para detectar el uso de magia en cualquier parte del mundo, proporcionando a Strange una ubicación y una visión. También se puede usar para monitorear los escudos que protegen los planetas creados por los tres santuarios. Si Agamotto está dentro del Orbe se convierte en la principal fuente de conocimiento para Strange. El Orbe descansa en el Sanctum Sanctorum del Doctor Strange en una habitación llamada la Cámara de Sombras. Suele estar en una vitrina con tres patas curvas. Cuando se invoca las cubierta de vidrio se eleva y la bola levita. Si bien el Orbe es poderoso, ha sido bloqueado por fuerzas místicas excepcionalmente poderosas (como Dormamu) que no quieren que se conozca su ubicación exacta. En al menos una ocasión se ha utilizado para abrir un portal al reino de Agamotto. En la película Thor, el Orbe se muestra brevemente en la sala de Trofeos de Odín 

## Enemigos
Los siguientes son una selección de enemigos de Doctor Strange:
- Aggamon – El gobernante de la Dimensión Púrpura.[23]
- Barón Mordo – Un mago malvado y exalumno del Anciano.[24]
- D'Spayre – Un demonio devorador de miedo que es miembro de Fear Lords.[25]
- Dagoth – Un demonio marino que es el engendro de Dagón.[26]
- Dormammu – Un demonio que es el gobernante de la Dimensión Oscura.[27]
- Habitante en la Oscuridad – Un demonio generador de miedo que es miembro de Fear Lords.[28]
- Encantadora – Una hechicera asgardiana. El Doctor Strange se enfrentó por primera vez con ella durante la historia de "Acts of Vengeance".[29]
- Kaecilius – Un mago malvado que trabaja para el Barón Mordo.[30]
- Kaluu – Un mago de 500 años y antiguo compañero de clase del Anciano.[31]
- Mindless Ones – Los habitantes de la Dimensión Oscura que sirven como soldados de a pie de Dormammu.[32]
- Señor Rasputín – Un hechicero que es el presunto descendiente de Grigori Rasputín.[33]
- Necromancer – la versión de Counter-Earth de Doctor Strange.[34]
- Pesadilla – El gobernante de la Dimensión del Sueño.[35]
- Paradox – Una creación de Doctor Strange que originalmente se usó para reemplazarlo.[36]
- Satannish – Un demonio extradimensional muy poderoso.[37]
- Shanzar – El Hechicero Supremo de la dimensión de la materia extraña. Una vez poseyó a Hulk, convirtiéndolo en Dark Hulk.[38]
- Shuma-Gorath – Uno de muchos ángulos que existió durante la prehistoria de la Tierra.[39]
- Daga Plateada – Un hechicero religioso.[40]
- Hijos de Satannish – Un culto que adora a Satannish.[41]
- Tiboro – Un humanoide que dice ser de la Sexta Dimensión.[42]
- Umar – Una residente de la Dimensión Oscura y hermana de Dormammu.[43]
- Undying Ones – Una raza de demonios de otra dimensión con una variedad de magia y una variedad de formas.[44]
- Yandroth – Un Científico Supremo del planeta de otra dimensión Yann.[45]

## Otras versiones

### Ultimate Strange
En esta realidad, el Doctor Strange es el hijo del anterior Hechicero Supremo, también llamado Stephen Strange. Cuenta con la constante desaprobación de Wong ya que se muestra mucho más irresponsable que su padre. Buscando la vara de watoomb, el hechicero Xandu usó a Spider-Man para romper el sello que protegía la casa. Este fue derrotado, liberado e interrogado por el doctor. Xandu derrotó a Strange, pero fue finalmente dejado fuera de combate por Spider-Man.

### Tierra X
En esta tierra tiene un origen similar al de tierra 616. Cuando investigaba las razones de la Mutación de su mundo fue asesinado en su forma astral por Clea. bajo esta ayudaba a Mar-Vell en su guerra contra la muerte. Cuando esta fue finalmente fue derrotada, volvió a la vida.

### Stephen zombie
Aquí, Strange intentó detener el Virus, pero no tuvo éxito debido a que era de origen Extraterrestre y no místico. Él y Thor fueron infectados durante la batalla final contra la versión de Los 4 Fantásticos de ese mundo. Más tarde fue a Latveria con otros héroes infectados, donde estaban los últimos humanos bajo la protección del Doctor Muerte, pero estos escaparon a otra dimensión gracias a un invento de muerte.

## En otros medios

### Televisión
- Dr. Strange apareció en Spider-Man and His Amazing Friends, con la voz de John Stephenson. En el episodio "7 Pequeños superhéroes", él junto a Spider-Man, Iceman, Firestar, Capitán América, Namor y Shanna la Diablesa están invitados a la casa de los Camaleón en Wolf Island para que los héroes puedan estar se deshizo de.
- Doctor Strange tuvo una aparición en la serie animada X-Men de la década de 1990. Él fue visto en el episodio "The Dark Phoenix Saga (Parte 3)".
- Doctor Strange aparece en su episodio homónimo de Spider-Man: The Animated Series, con la voz de John Vernon. Él y Wong ayudan a Spider-Man a rescatar a Mary Jane Watson de las garras del Barón Mordo y Dormammu, y recuperar la Varita de Watoomb. Después de que Spider-Man se va, el Doctor Strange detecta la presencia de Madame Web.

- Doctor Strange apareció en el episodio de The Incredible Hulk "Mind Over Anti-Matter", con la voz de Maurice LaMarche. Él ayuda a She-Hulk en el momento en que una entidad malvada sin nombre ha poseído a Hulk en el Hulk Oscuro.

- Doctor Strange aparece en The Super Hero Squad Show, con la voz de Roger Rose.[46] Aparece en los episodios "Enter Dormammu", "A Brat Walks Among Us", "Night in the Sanctorum", "Invader from the Dark Dimension" y "Election of Evil".

- Doctor Strange ha hecho apariciones en los espectáculos animados de Marvel en Disney XD,[47] expresado inicialmente por Jack Coleman,[48] y más tarde por Liam O'Brien.[49]
  - Llegó a aparecer en la serie de Ultimate Spider-Man:
    - En la primera temporada, en el episodio 13, "No hables con extraños", cuando Spider-Man y Puño de Hierro, van a su mansión Sanctum en ver a Strange, para enfrentar a un demonio llamado Pesadilla, quién puso a dormir a todos en Nueva York, hasta en derrotarlo.
    - Hizo un pequeño cameo en la segunda temporada, el episodio 13 "La Travesía de Puño de Hierro" solo en su mansión.
    - En la tercera temporada, episodio 4 "Capa y Daga", fue secuestrado por Capa y los Seres sin Mente de Dormammu, al igual con Puño de Hierro y White Tiger y le dio a Spider-Man su Ojo de Agamotto para servirle de ayuda. Spider-Man y Daga fueron a rescatarlos y liberarlos, y Strange logra usar su magia en liberar a Capa y derrotar a Dormammu con ayuda de Spider-Man de usar el Ojo de Agamotto y obtener un objeto llamado el Sitio Peligroso, de usar para abrir otros mundos, al final se le dio a S.H.I.E.L.D.
    - En la cuarta temporada, episodio 3, "A Miles de Kilómetros de Casa", Strange ayuda a Spider-Man en enfrentar al Doctor Octopus y al Barón Mordo, quiénes trajeron al Duende Verde de otra dimensión. Strange abrió un portal con el Sitio Peligroso para que Spider-Man entre y para encontrar al otro Spider-Man, Miles Morales en ayudarlos de enfrentar al Duende Verde de su dimensión. Al final, de saber que el Sitio Peligroso fue destruido, usó una magia de abrir un portal solo para que Miles vea su madre. En el episodio 16, "Regreso al Univers-Araña, Parte 1", Strange junto a Nick Fury y Madame Web le dicen a Spider-Man y Chico Arácnido en salvar el multiverso de encontrar los fragmentos del Sitio Peligroso y el episodio 19, "Parte 4", Strange aparece con Madame Web de ocultarse en bromear con Spider-Man al creer que era Wolf Spider. En el episodio 20, "Un Extraño y Pequeño Halloween", Strange, Spider-Man y Ant-Man viajan al universo cuántico y descubren al Barón Mordo estando vivo, creando ilusiones de Dormammu, Ultron y el Doctor Octopus mejorado con nanites, hasta que lo llevan de regreso al mundo real en Nueva York que desata un caos. Strange y Ant-Man usan su magia y ciencia a la vez, con Spider-Man, al usar el Ojo de Agamotto volviéndolo más grande para derrotar al Barón Mordo. Al final, asustan a Nova mostrándole un conejo enorme. En el episodio 24, "Fiestas con Luna Llena" Strange puso a cargo a Spider-Man de cuidar su mansión Sanctum Sanctorum en estas fiestas navideñas y cuando regresa, descubre Spider-Man que es Francis Beck como la nueva Mysterio en reclamar el casco, y al final regresa de verdad, al descubrir que Spider-Man provocó un caos y en los episodios finales como "Día de Graduación, Parte 1 y 2", se le ve asistiendo a la ceremonia de graduación del Triskelion, hasta que Ock los atrapa en un campo de fuerza, pero al final, es liberado por Spider-Man

  - Llegó también a aparecer en la serie Hulk y los Agentes of S.M.A.S.H.:
    - En la primera temporada, en el episodio 20, "Extraños en una tierra extraña", Strange le enseña a A-Bomb en aprender magia cuando Dormammu ataca en capturarlo, A-Bomb trae a Hulk, She-Hulk, Hulk Rojo y Skaar en rescatar a Strange y derrotar a Dormammu.
    - En la segunda temporada, el episodio 26, "Planeta Monstruo, Parte 2", aparece con otros héroes en ayudar a los Agentes de S.M.A.S.H. y los Vengadores en detener a la Inteligencia Suprema de los Kree, quién planea destruir la Tierra.

  - Llegó también a aparecer en la serie Avengers Assemble:
    - En la segunda temporada, en el episodio 12, "Widow escapa", Strange es visitado por los Vengadores, quienes tienen las Gemas del Infinito, al saber sobre quienes pueden ser influenciados que están teniendo en la realidad y el episodio 24 de cameo, "Vengadores de Incógnito", es puesto en una trampa especial por el Escuadrón Supremo.
    - En la tercera temporada, en el episodio 7, "Viaje a la Dimensión Oscura", Strange pide ayuda a Iron Man, Hulk y Thor cuando los Seres sin Mente y demonios alados de la dimensión oscura aparecen en la Tierra y Dormammu le roba su Ojo de Agamotto. Strange y Iron Man dejan a un lado sus diferencias para derrotar a Dormammu y recuperar el Ojo de Agamotto y en el episodio 26, "Civil War, Parte 4: La Revolución de los Vengadores", Strange ayuda a los Vengadores en detener a Ultron, quién luego posee a Iron Man y crea una dimensión donde Ultron no será capaz de volver. Cuando Strange salva a Tony y dice que permanecerá en la dimensión para que Ultron no pueda salir.
    - En la cuarta temporada, episodio 16, "El Ojo de Agamotto" - Parte 2, Strange ataca el quinjet de los Vengadores donde están el Capitán América y Pantera Negra, al explicarles a los Vengadores que Agamotto es un hechicero malvado que fue desterrado hacia otra dimensión, planea recuperar el Ojo de Agamotto y limpiar toda la Tierra de su caos. Luego de que los Vengadores fueron reemplazados por sombras malévolas, Strange y Hulk fueron al lugar donde Agamotto fue liberado y usa un hechizo de volverlo a que permanezca nuevamente a otra dimensión para siempre. En el episodio, "Tierra del Oeste", se encuentra en un antiguo dominio del oeste de Battleworld que también contiene dinosaurios y opera como médico. Encuentra a Hawkeye, Avispa, Visión y Loki para que fuera con ellos antes de negarse, luego de que son atacados por robots Kree, hasta que llega la reina. Se reúne con Jane Foster como la comisario "Calamity Jane Foster", con Visión, Rocket Raccoon y Groot al derrotar a los robots. Al final, él y Jane deciden ir con los Vengadores a la Torre, dejando el pueblo bajo el cuidado de Rocket y Groot. En el episodio, "El Páramo", él y los otros Vengadores se encuentran en algún lado de Battleworld para distraer a Beyonder en tratar de destruirlo, hasta que en la batalla, Strange queda incapacitado, le da a Loki el Ojo de Agamotto y con Jane como una Thor femenina, derrotan a Beyonder. En el final, "Todo Llega a su Fin", Strange y los Vengadores deben detener a Loki, teniendo el Ojo de Agamotto siendo ahora el Hechicero Supremo y cuando le muestra a Loki el futuro, Strange lo recupera.
- Doctor Strange apareció en varios episodios de Marvel Disk Wars: The Avengers, con la voz de Yasunori Masutani.
- Doctor Strange aparece en Lego Marvel Super Heroes - Black Panther: Trouble en Wakanda, con la voz de Liam O'Brien.[50]
- Doctor Strange aparece en el episodio de Spider-Man, "Amazing Friends".[51]

### Cine
- Peter Hooten interpretó al Dr. Stephen Strange, en la película de televisión (y primera adaptación en imagen real) Dr. Extraño, que se estrenó el 6 de septiembre de 1978. En esta película, Stephen Strange era un residente de psiquiatría en lugar de un neurocirujano experimentado. John Mills apareció como Thomas Lindmer, a quien el director y escritor Philip DeGuere agregó a la historia como un sustituto del Anciano.[52]
- La película de 1992 Doctor Mordrid comenzó a desarrollarse como una adaptación de Doctor Strange, pero la licencia del estudio expiró antes de que comenzara la producción.[53][54] El proyecto fue reescrito para cambiar el nombre del personaje principal y alterar ligeramente su origen.[53]
- El 14 de agosto de 2007 se lanzó una película animada titulada "Doctor Strange: The Sorcerer Supreme", en esta, el neurocirujano Dr. Strange (interpretado por Bryce Johnson) viaja al Tíbet para curarse las manos después de un accidente automovilístico. Entrenando con el Anciano y sus alumnos, Strange se enfrenta a la aparición de Dormammu.[55] Esta película se estrenó en el canal de televisión Cartoon Network, el 1 de noviembre de 2008.
- Doctor Strange tiene un breve cameo no hablado en la película de animación 2010 Planet Hulk. Él y los miembros de los Illuminati lamentablemente informan a Hulk de las decisiones tomadas para asegurar su exilio de la Tierra.
- En Spider-Man 2, J. Jonah Jameson menciona al Doctor Strange, mientras él y su redactor buscaban nombres para el Doctor Octopus. Su redactor lo nombra Doctor Strange, pero Jameson lo rechaza, alegando que ese nombre ya está tomado.
- Doctor Strange aparece en la película animada de 2016 Hulk: Where Monsters Dwell, con la voz de Liam O'Brien.[56]

### Universo cinematográfico de Marvel
- Benedict Cumberbatch interpreta al Doctor Strange en el Universo Cinematográfico de Marvel:
  - El Agente Sitwell lo menciona por primera vez como simplemente "Stephen Strange" en el diálogo en la película 2014 Captain America: The Winter Soldier.
  - Aparece por primera vez en la película homónima de 2016, Doctor Strange.[57] Mientras que la película todavía muestra a Stephen Strange con manos malheridas después de un accidente automovilístico, se encuentra con el Anciano y el Barón Mordo en Kamar-Taj y se involucra en la lucha contra Kaecilius y sus seguidores. Durante la lucha contra el Doctor Strange y los fanáticos de Kaecelius, el Doctor Strange entra en la Dimensión Oscura para enfrentarse a Dormammu, donde crea un bucle de tiempo infinito dentro de la Dimensión Oscura que atrapa a Dormammu y a él en el mismo momento. Después de matar repetidamente a Strange sin éxito, Dormammu finalmente cede a la demanda de Strange de que abandone la Tierra y se lleve a Kaecilius y sus fanáticos a cambio de que Strange rompa el ciclo del tiempo. Luego, el Doctor Strange se instala en el Sanctum Sanctorum de Nueva York para continuar sus estudios. En los créditos, es abordado por Thor para ayudarlo a buscar a Odín.
  - Doctor Strange aparece de nuevo en Thor: Ragnarok (2017). Cuando Thor y Loki llegan a la Tierra en busca de Odin, el Doctor Strange captura a Loki y Thor llega a su Sanctum Sanctorum. La escena de créditos medios se repite, aunque con pequeñas diferencias de edición y diálogo. Él descubre que Odin está en Noruega y envía a Thor y Loki allí con su anillo de honda.
  - En la película Avengers: Infinity War (2018), él y Wong encuentran a Bruce Banner al caer a la Tierra y en avisarle a Tony Stark sobre la llegada de Thanos. Al luchar contra Ebony Maw y Cull Obsidian, Strange es capturado por Maw al llevarlo a la nave, pero Iron Man y Spider-Man fueron a salvarlo. Al llegar a Titán, se encuentran con los Guardianes de la Galaxia (siendo Star-Lord, Drax el Destructor, Mantis y Nebula (al llegar último) donde se unen para enfrentar a Thanos, al mismo tiempo este usa la Gema del Tiempo para ver varios futuros alternos posibles para encontrar una forma de vencer a Thanos, encontrando solo 1 entre 14 millones de posibilidades en donde pueden vencerlo, pero más tarde al ser derrotados, Strange finalmente cede y le entrega la Gema del Tiempo a cambio de dejar con vida a un malherido Stark, el cual inmediatamente le recrimina el porque le entrego la gema a Thanos, pero este en su defensa le menciona que están en el juego final. Al final, luego de que Thanos elimina la mitad del universo, Strange está en los que mueren y solo se limita a decirle a Stark que no había otra manera de derrotar a Thanos y desaparece.
  - Doctor Strange regresa en Avengers: Endgame (2019).[58][59][60] Es restaurado de vuelta a la vida por Banner, y transporta a todos los Vengadores aliados que también fueron restaurados, junto con sus compañeros hechiceros y a los ejércitos de Asgard y Wakanda al complejo para combatir al ejército de una variante de Thanos proveniente del año 2014, quien en medio de la batalla indirectamente le revelaría a Stark que este era el futuro que había visto previamente con la gema del tiempo donde lograban ganarle al malvado titan. Al finalizar de la batalla, Strange asiste al funeral de Stark.
  - Doctor Strange forma parte de la serie animada de streaming What If...? como una variante del multiverso llamada Doctor Strange Supreme. Él cual se corrompe por la muerte de Christine Palmer y es consumido por la magia negra. Tiene una aparición total de 6 episodios entre la primera y segunda temporada.[61]
  - Doctor Strange aparece en Spider-Man: No Way Home (2021).[62] En 2024, después de que Quentin Beck expusiera al mundo la identidad de Parker como Spider-Man, Parker visita y solicita la ayuda de Strange para lanzar un hechizo para hacer que el mundo olvide que es Spider-Man, a lo que accede a pesar de las advertencias de Wong sobre el peligro del hechizo. El hechizo fracasa cuando Parker distrae inadvertidamente a Strange hablando mientras lo realiza y cambiando los parámetros varias veces, manipulando y abriendo el multiverso, lo que hace que personas de otras realidades que saben que Parker es Spider-Man ingresen al universo de Strange, incluidos dos versiones alternativas de Parker (una de la serie de películas The Amazing Spider-Man, y el otro de la serie de películas de Sam Raimi), así como Otto Octavius, Norman Osborn, Flint Marko, Curt Connors, Max Dillon, Eddie Brock y Venom. Strange intenta enviar a los villanos de regreso a sus universos de origen, pero después de enterarse de que algunos de ellos morirán una vez que regresen, Parker roba la reliquia que contiene el hechizo de Strange y éste lo persigue hasta la Dimensión del Espejo. Strange queda atrapado en la Dimensión del Espejo cuando lo toman desprevenido y Parker le roba su honda. Más tarde es liberado por el amigo de Parker, Ned Leeds, y es testigo de cómo Parker y sus versiones alternativas curan a los villanos. El Duende Verde destruye la reliquia de Strange, lo que hace que el multiverso continúe abriéndose. Parker le dice a Strange que vuelva a intentar el hechizo, esta vez haciendo que el mundo se olvide por completo de su existencia. Strange, aunque inicialmente reacio y advirtiendo a Parker del costo, acepta y lanza el hechizo, lo que hace que los Parker alternativos y sus villanos regresen a sus universos de origen, mientras que todos los del universo de Strange olvidan a Parker, incluido el propio Strange, aunque también la victoria de Beck sobre Parker, ya finalmente fue eliminada.
  - Doctor Strange regresa en su secuela Doctor Strange en el multiverso de la locura, que originalmente estaba programada para ser estrenada el 7 de mayo de 2021,[63][64] pero luego se trasladó al 25 de marzo de 2022.[65] En la película, luego de asistir a la boda de Christine Palmer, Strange se enfrenta a una criatura invisible que ataca repentinamente la ciudad y lo ve como un pulpo interdimensional, quién persigue es América Chávez, que tiene la capacidad de viajar a través del multiverso. El se encuentra con Wanda Maximoff, quien ya ha sido tomada por Darkhold y convertida en la Bruja Escarlata. En Kamar-Taj, Strange sabe que quiere a Chávez para tomar su poder y estar con sus hijos Billy y Tommy que creó durante su tiempo en Westview y se enfrenta a ella antes de escapar con Chávez en un portal. Strange y Chávez terminan en un universo alternativo, designado como "Tierra-838", donde son arrestados por Mordo de este universo. Strange conoce a Palmer de este universo, quien designa su Tierra como "Tierra-616". Mordo lleva a Strange a los Illuminati, formado por Mordo, Peggy Carter, Black Bolt, María Rambeau, Reed Richards y Charles Xavier, al explicarles cómo su Strange se volvió egoísta e imprudente después de derrotar a su Thanos, lo que llevó a los Illuminati a matarlo. Después que Maximoff asesina a los Illuminati, Strange y Chávez escapan con la ayuda de Palmer de Tierra-838 y buscan el Libro de Vishanti, que tiene la intención de usar para derrotar a Maximoff, sin embargo, ella los alcanza y ataca a Chávez, quien abre otro portal al que ingresan Strange y Palmer. Maximoff toma prisionera a Chávez y comienza un hechizo sobre ella. Strange y Palmer ingresan a un universo casi destruido donde Strange se encuentra con otro Strange. Strange mata a Strange de este universo y toma su Darkhold para caminar en sueños hacia el cuerpo fallecido de Defender Strange e ir tras Maximoff. Con la ayuda de Wong y Chávez, quienes lograron controlar sus poderes, transportan a Maximoff de regreso a la "Tierra-838" y al hogar Maximoff de ese universo, donde se da cuenta de que sus acciones han asustado a Billy y Tommy de ese universo frente a su madre. Arrepentida por sus acciones, decide destruir el Darkhold, aparentemente sacrificándose para hacerlo. Strange, Chávez y Wong regresan a la Tierra-616 mientras Palmer-838 regresa a casa. Chávez comienza a entrenar en Kamar-Taj. Posteriormente, Strange desarrolla un tercer ojo y una hechicera se le acerca y lo invita a evitar una incursión en la dimensión oscura.

### Videojuegos
- Doctor Strange actúa en The Amazing Spider-Man vs The Kingpin de Sega Master System y Sega Game Gear.
- Doctor Strange aparece como un personaje jugable en Marvel: Ultimate Alliance, con la voz de James Horan.[66]
- Doctor Strange aparece en el final de Hsien-Ko en Marvel vs. Capcom 3: Fate of Two Worlds. Más tarde aparece como un personaje jugable en la versión actualizada Ultimate Marvel vs. Capcom 3,[67] con la voz de Rick Pasqualone.[68]
- Doctor Strange aparece como un personaje jugable en Marvel Super Hero Squad Online, con la voz de Charlie Adler.
- Doctor Strange aparece como un personaje jugable en el juego de Facebook Marvel: Avengers Alliance.
- Doctor Strange aparece como un personaje jugable en el juego de lucha de 2012 Marvel Avengers: Battle for Earth, con la voz de Chris Cox.
- Doctor Strange aparece como un personaje jugable en Marvel Heroes,[69] con la voz de Nick Jameson.[70]
- Doctor Strange aparece como un personaje jugable en Lego Marvel Super Heroes,[71] con James Horan repitiendo el papel.
- Doctor Strange aparece como un personaje jugable en Marvel Contest of Champions para iOS y Android a partir de marzo de 2015.
- Doctor Strange es un personaje jugable en Lego Marvel's Avengers, interpretado por Wally Wingert, mientras que Jack Coleman expresa la versión que aparece en el DLC "Todo lo nuevo, todo diferente de Doctor Strange".
- Doctor Strange es un personaje jugable en el juego para iOS y Android Marvel Future Fight.
- Hay dos versiones jugables de Doctor Strange (como "Stephen Strange" y "Hechicero Supremo" respectivamente) en el juego móvil de tres combinaciones Marvel Puzzle Quest. Fue agregado al juego en noviembre de 2016.[72]
- Doctor Strange aparece como un personaje jugable en Marvel vs. Capcom: Infinite, reproducido por Liam O'Brien.[73]
- Doctor Strange aparece como un personaje jugable en Marvel Powers United VR, reproducido por Liam O'Brien.[74]

### Novelas
- En 1979, Pocket Books publicó Doctor Strange, Maestro de las Artes Místicas: Pesadilla, de William Rotsler.[75][76]
- En el libro de 1968 The Electric Kool-Aid Acid Test, Tom Wolfe escribe sobre el interés de Ken Kesey y Merry Pranksters en los cómics y se refiere específicamente a Doctor Strange.[77]
- En la novela Spider-Man: The Darkest Hours de 2006 del autor Jim Butcher, Strange aparece brevemente como un superhéroe compañero de quien Spider-Man busca ayuda cuando lucha contra tres hermanos vengativos de Morlun.

### Música
- Doctor Strange se hace referencia en la canción 1971 "Mambo Sun" de glam rock banda T. Rex en su álbum Electric Warrior.[78]